# Новая Жизнь (Калмыкия)
Но́вая Жизнь — посёлок в Яшалтинском районе Калмыкии, входит в состав Багатугтунского сельского муниципального образования.

## География
Посёлок находится пределах Кумо-Манычской впадины, на расстоянии 8 км к северо-востоку от села Бага-Тугтун, центра сельского поселения, и 16 км к северу от села Яшалта, административного центра района.

## История
На немецкой карте 1941 года отмечен как посёлок Новая Жизнь. На американской карте СССР 1950 года отмечен как посёлок Красная Звезда. Дата возвращения прежнего названия не установлена. На карте Генерального штаба СССР 1984 года вновь отмечен как посёлок Новая Жизнь.

## Население
| 2002 | 2010 |
| ---- | ---- |
| 120  | ↘69  |

### Национальный состав
Согласно результатам переписи 2002 года, в национальной структуре населения аварцы составляли 43 % из 120 чел., русские — 30 %.